# Присадка
Присадка — добавка к топливу, смазочным материалам или другим составам для улучшения их эксплуатационных свойств. В основном под данным термином имеют в виду присадки, использующиеся для улучшения процесса сгорания топлива (увеличения октанового или цетанового числа, ингибирование коррозии камеры сгорания и так далее) или присадки для смазочных материалов, применяющиеся в основном для улучшения их трибологических характеристик и ингибирования окисления при различных условиях эксплуатации трущихся деталей.
Наиболее массовое употребление имеют органические и металлоорганические присадки к топливу, которые повышают его октановое число либо выполняют функцию так называемых «дезактиваторов металлов», которые позволяют образующимся при сгорании металл-содержащих присадок оксидам находиться в тонкодисперсном состоянии, чтобы беспрепятственно покидать камеру сгорания. Некоторые присадки, повышающие октановое число, таким образом, опасны или разрушительны для двигателя, если не применяются совместно с дезактиваторами металлов.
Некоторые широко применявшиеся в прошлом присадки (например, тетраэтилсвинец) чрезвычайно токсичны и/или экологически небезопасны даже в низких концентрациях, и поэтому их применение в качестве добавок к топливу ныне запрещено или строго регулируется.

## Использование

### Топливные присадки

#### Антидетонационные
К антидетонационным присадкам относят соединения, которые при нахождении в топливно-воздушной смеси препятствуют детонационному горению, что позволяет увеличить октановое число топлива, уменьшить износ двигателя и/или изменить его допустимые условия эксплуатации (бо́льшая степень сжатия, более напряжённый режим работы и так далее). Присадки, содержащие в своём составе металлы (например, тетраэтилсвинец, соединения железа и марганца), как правило, применяются только совместно с так называемыми «дезактиваторами металлов» во избежание образования отложений оксидов, образующихся в камере сгорания. Ниже представлен список некоторых применяемых в настоящее время (или применявшихся ранее) антидетонационных присадок:
| Присадка                                   | Группа соединений                  | Описание |
| ------------------------------------------ | ---------------------------------- | --- |
| Тетраэтилсвинец                            | металлоорганическое соединение     | Бесцветная, вязкая жидкость с приятным сладковатым запахом; чрезвычайно токсична как в исходном виде, так и после сгорания в ДВС, из-за чего в настоящее время практически не используется как присадка к топливу ввиду почти повсеместного законодательного запрета; продукты сгорания данной присадки, кроме прочего, быстро отравляют катализатор нейтрализатора выхлопных газов:7. |
| Ферроцен                                   | металлоцен                         | Представляет собой кристаллы оранжевого цвета с запахом камфоры, практически нерастворимые в воде, но хорошо растворимые в неполярных жидкостях (в том числе бензине и дизельном топливе). Соединение достаточно стабильное на воздухе и малотоксично для животных и человека. При сгорании вместе с топливом образует токопроводящие нелетучие соединения (смешанные оксиды железа), что затрудняет его использование в двигателях с системой зажигания. |
| Толуол                                     | ароматический углеводород          | Бесцветная подвижная летучая жидкость с характерным «ароматическим» запахом. Поскольку данное соединение является углеводородом и схоже с бензином по основным характеристикам, оно может быть использовано в качестве самостоятельного топлива с очень высоким октановым числом, но чаще добавляется в бензин в пределах 5—30 % от массы топлива. |
| Изооктан                                   | алкан разветвлённого строения      | Бесцветная подвижная летучая жидкость с характерным «бензиновым» запахом. Выбран в качестве стандарта определения детонационной стойкости топлив по исследовательскому методу, где ему было приписано значение 100 единиц (с этим и связан сам термин «октановое число»). Из-за относительной простоты получения, дешевизны и высокой стойкости к детонации в топливно-воздушных смесях также стал применяться как присадка. |
| Бензол                                     | ароматический углеводород          | Бесцветная подвижная летучая жидкость с характерным «ароматическим» запахом. Используется аналогично толуолу. |
| Метил-трет-бутиловый эфир (МТБЭ)           | простой эфир                       | Бесцветная летучая жидкость с характерным «эфирным» запахом. Кроме основного антидетонационного действия, данная присадка обеспечивает более полное сгорание топлива из-за содержащегося в молекуле МТБЭ кислорода (см. Оксигенаты). |
| Пентакарбонил железа                       | карбонильный комплекс              | Летучая жидкость светло-жёлтого цвета, нерастворимая в воде и хорошо растворимая в топливах. Представляет собой комплексное соединение, прекурсорами которого служат тонкодисперсный порошок железа и монооксид углерода (угарный газ). Так же, как и ферроцен, образует при сгорании смешанные оксиды железа, затрудняющие использование в двигателях с системой зажигания. Кроме того, в исходном виде данная присадка чрезвычайно токсична, поскольку связанные в комплексе молекулы монооксида углерода легко отщепляются в физиологических условиях, что может вызвать отравление угарным газом. Свойственная для пентакарбонила железа высокая летучесть способствует увеличению рисков отравления данным соединением. |
| Трикарбонил(метилциклопентадиенил)марганец | металлоцен и карбонильный комплекс | Летучая жидкость от бледно-желтого до тёмно-оранжевого цвета, нерастворимая в воде и хорошо растворимая в топливах. Является одновременно металлоценом и комплексным соединением (лиганд — монооксид углерода). Кроме основного антидетонационного действия, данная присадка обладает «антидымным» эффектом. Он обусловлен каталитическими свойствами оксида марганца(IV), образующегося при сгорании, который обеспечивает «дожиг» продуктов неполного сгорания углеводородов и угарного газа, содержащихся в выхлопных газах. Из-за низкой стабильности данного комплекса на свету и во внешней среде, соединение разлагается на неопасные производные, а образующийся продукт горения (оксид марганца(IV)) также малотоксичен и плохо проводит ток, и поэтому может применяться для двигателей с системой зажигания. С ростом числа автомобилей с каталитическими нейтрализаторами выхлопных газов, использование данной присадки стало существенно сокращаться, поскольку продукты её сгорания, как и многих других соединений марганца, отравляют катализатор. |

#### Дезактиваторы металлов
Данные соединения позволяют образующимся при сгорании металл-содержащих присадок оксидам находиться в тонкодисперсном состоянии, чтобы беспрепятственно покидать камеру сгорания. Основной механизм, при котором происходит дезактивация металлов, заключается в том, что в результате химической реакции оксидов металлов с ними образуются летучие (в условиях сгорания топлива) соединения. Так, например, образующиеся при сгорании тетраэтилсвинца оксиды свинца реагируют с продуктами горения галогенуглеводородов (например, 1,2-дихлорэтана) с образованием хлорида свинца(II), температуры плавления и кипения которого составляют 499 и 950 ℃ соответственно. Данные свойства конечного соединения позволяют ему легко покидать камеру сгорания вместе с выхлопными газами без образования отложений. Аналогичным образом обезвреживаются оксиды железа, марганца и другие, ввиду того, что образующиеся хлориды данных металлов также имеют относительно низкие температуры плавления и кипения.
И хотя дезактиваторы металлов играют важную роль, без которой двигатели вышли бы из строя из-за засорения их оксидами металлов, но они делают металлы (особенно в случае свинца) ещё более опасными для окружающей среды и здоровья населения, поскольку позволяют долго находиться токсичным галогенидам металлов в виде аэрозоля наночастиц, очень быстро смешивающегося с атмосферным воздухом и разносящегося на большие расстояния. Ниже представлен список некоторых применяемых дезактиваторов металлов:
| Присадка              | Группа соединений             | Описание |
| --------------------- | ----------------------------- | --- |
| Трикрезилфосфат (ТКФ) | фосфорорганическое соединение | Вязкая нелетучая прозрачная жидкость слегка желтоватого оттенка, нерастворимая в воде и хорошо растворимая в топливах. Кроме дезактивирующего действия, проявляет хорошие антифрикционные свойства. Ввиду высокой нейротоксичности трикрезилфосфатов (особенно орто-крезилфосфата), в настоящее время не применяется как дезактиватор металлов, хотя широко используется как антифрикционная и антиоксидантная присадка для моторного и трансмиссионного масел. |
| 1,2-Дибромэтан        | галогенуглеводород            | Вязкая бесцветная жидкость со сладковатым «хлороформным» запахом. Наиболее часто применялась совместно с тетраэтилсвинцом, а коммерчески доступные продукты для этилирования бензина обязательно содержали данное соединение. |
| 1,2-Дихлорэтан        | галогенуглеводород            | Данное соединение очень схоже по своим технологическим характеристикам с 1,2-дибромэтаном, и также часто входило в состав комплексных присадок на основе тетраэтилсвинца. |

## Применение
Масляные присадки для двигателя добавляют в масло при его замене и замене топливных фильтров. Частицы, содержащиеся в присадках, очень мелкие, меньше микрона. Они свободно проникают внутрь двигателя через чистые фильтры. Топливные присадки добавляют в почти пустой бак перед заправкой бензобака. Частота применения присадок зависит от состояния двигателя и эксплуатационной необходимости. Каждый производитель присадок для двигателя даёт подробную инструкцию по количеству и частоте применения присадок.
Применяемые в США присадки для обычных автомобилей обязательно проходят регистрацию в EPA, перед которой проводится анализ остатков сгорания и испарения присадок и проверка их безопасности.

## Законодательство
Добавки добавляют к смеси в процессе производства. Производители, таким образом, пытаются обеспечить параметры топлива, которое будет соответствовать техническим стандартам, без чего не была бы возможной продажа топлива в соответствии с законом. Во Всемирной хартии топлив (1998 года) сформулированы жесткие требования, предъявляемые к моторным топливам и дизельным в частности. Обеспечить соответствие их показателей требованиям можно только с использованием присадок различного функционального назначения.
Поскольку некоторые присадки носят тяжелые экологические последствия, нормы на токсичные выбросы нормируются законодательно. Действующие в России и других странах бывшего СССР нормы токсичных выбросов очень мягкие, по сравнению с США и странами Европы.
Введение пакета присадок позволяет получить топливо с улучшенными эксплуатационными и экологическими свойствами.